# Leopold Kronecker
Leopold Kronecker (Legnica, 7 de dezembro de 1823 — Berlim, 29 de dezembro de 1891) foi um matemático alemão.
Kronecker estudou em Berlim e obteve um doutorado em 1845, com uma tese sobre teoria dos números. 
Suas principais contribuições para a matemática foram no campo da álgebra e continuidade de funções, mas também se envolveu em outros campos, como na astronomia, na meteorologia e na química. 
Com a participação de Karl Weierstrass, Hermann von Helmholtz e Lazarus Fuchs, publicou o Journal für die reine und angewandte Mathematik de August Leopold Crelle. Em 1884, foi eleito membro da Academia Leopoldina. Morreu aos 68 anos, em 29 de dezembro de 1891, na cidade de Berlim.
Uma das suas frases mais famosas é: Deus criou os inteiros; todo o resto é trabalho do homem.

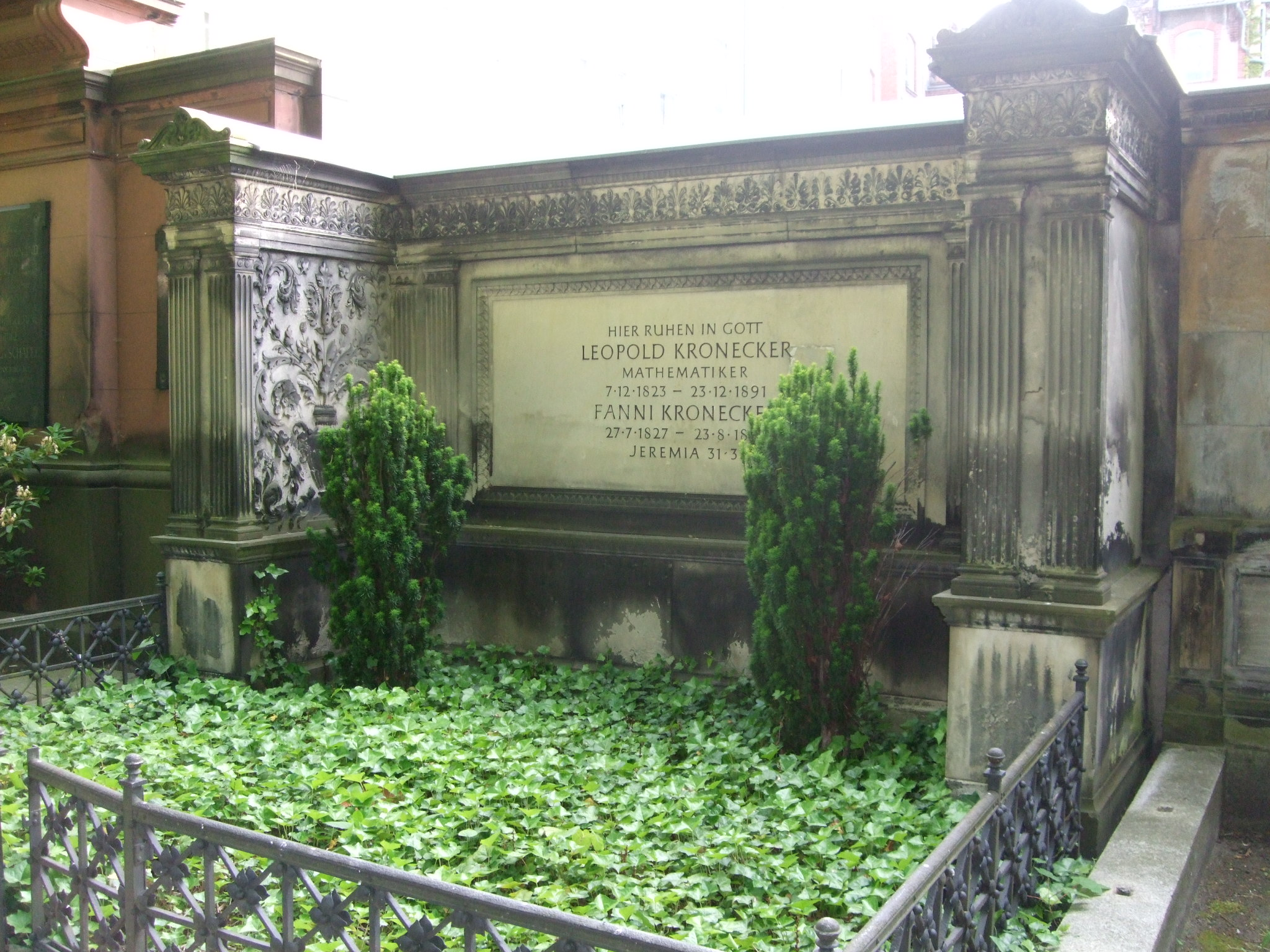
Sepultura de Leopold Kronecker, Alter St.-Matthäus-Kirchhof Berlin